# St. Jakob (Plattling)

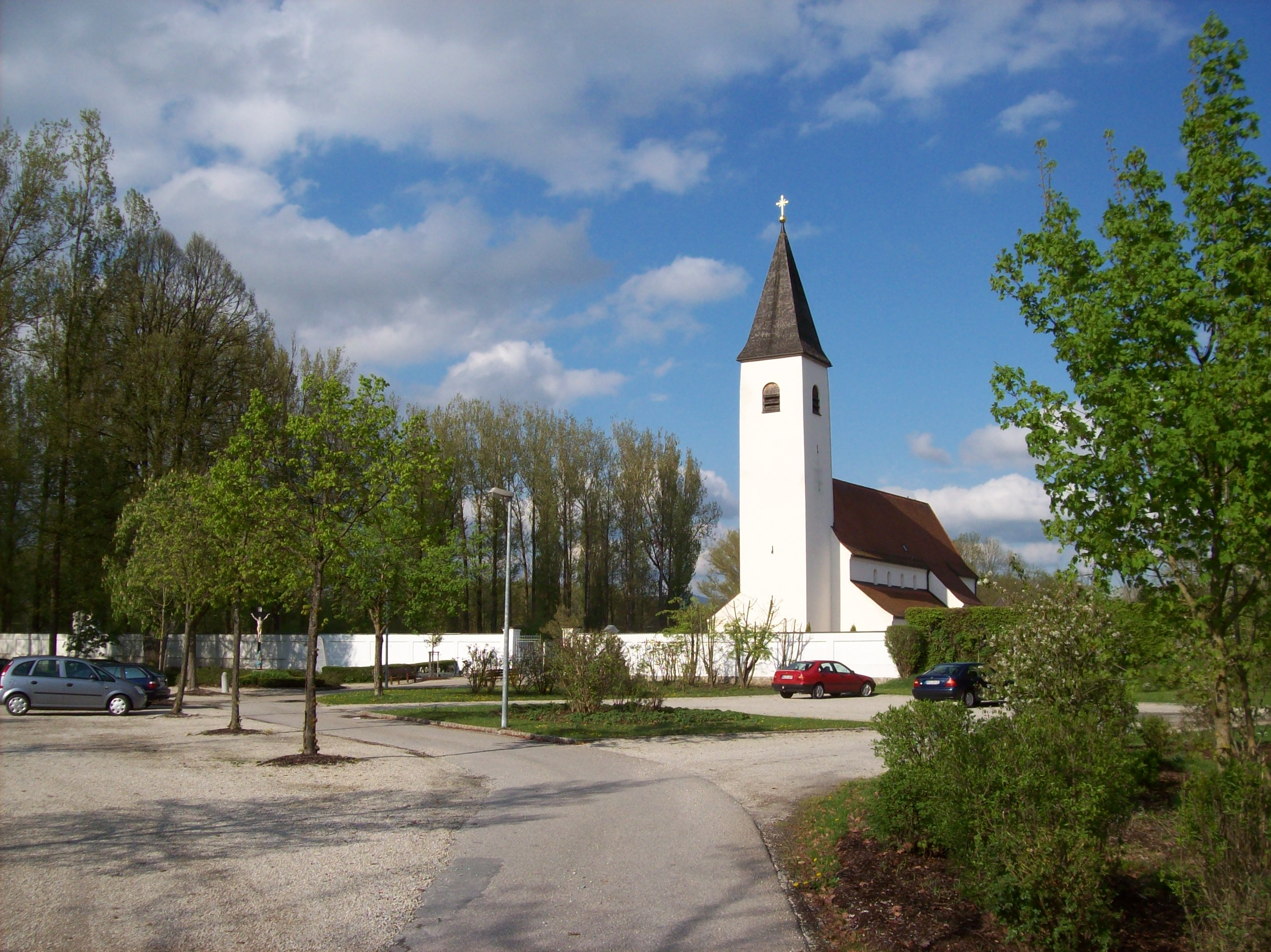
St. Jakob (Plattling)

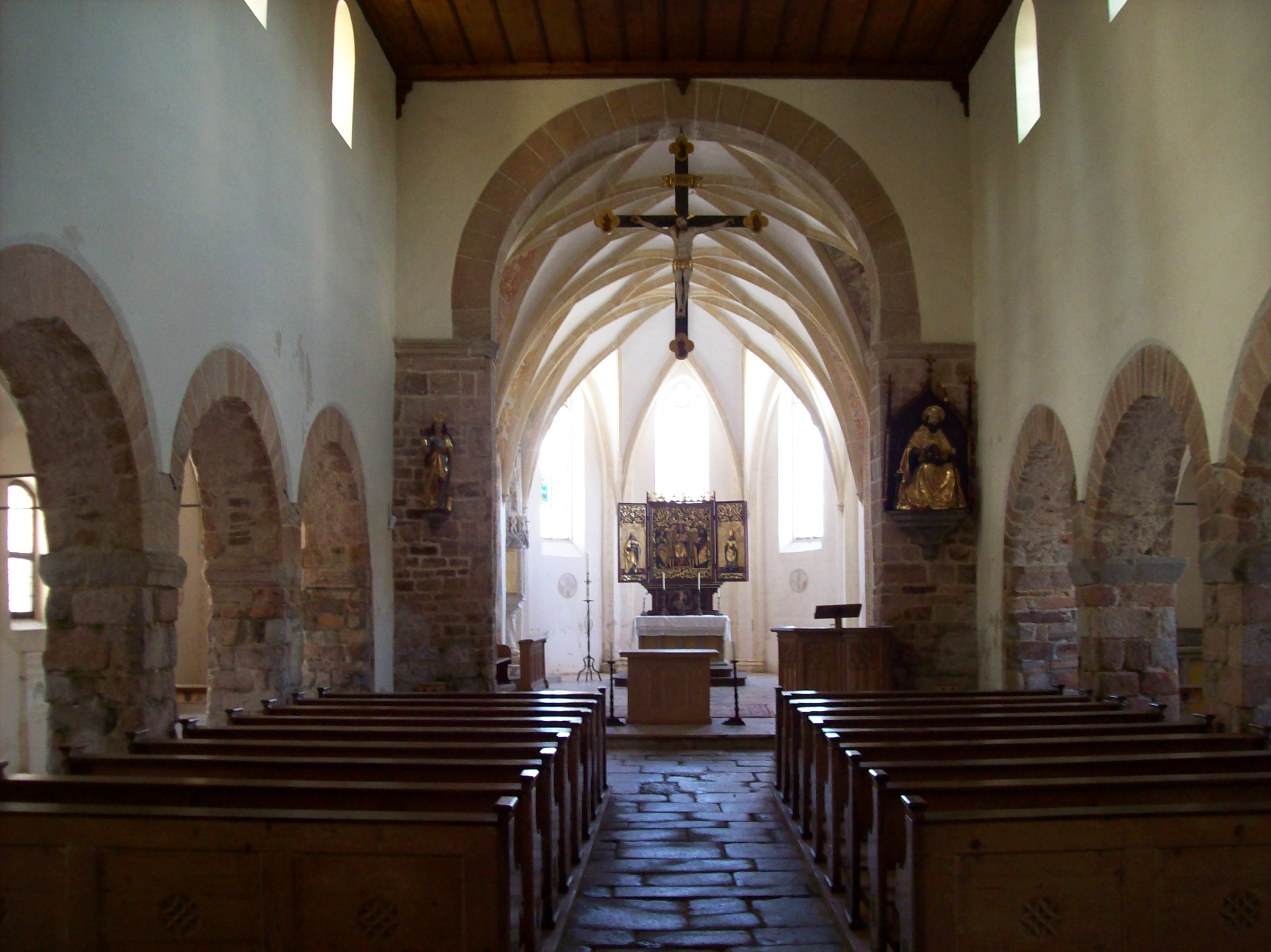
Innenansicht

Die römisch-katholische Friedhofskapelle St. Jakob ist eine romanische, gotisch umgebaute Basilika in Plattling im niederbayerischen Landkreis Deggendorf. Sie gehört zur Pfarrei St. Magdalena Plattling im Dekanat Deggendorf-Plattling des Bistums Regensburg.

## Geschichte
Die ehemalige Pfarrkirche liegt südöstlich außerhalb des Ortes am rechten Isarufer, am Ort der ältesten Siedlung, die zuerst 868 als königliches Gut genannt wurde. Die Kirche ist eine romanische Pfeilerbasilika aus der zweiten Hälfte des 12. Jahrhunderts mit einem westlich vorgesetzten Turm. Im späten 13. Jahrhundert wurde der Chor mit nördlicher Seitenkapelle und südlicher Sakristei neu gebaut. In der Barockzeit erfolgten Umbauten, die in den Jahren 1855/1856 wieder beseitigt wurden. In den Jahren 1974–1981 wurde das Bauwerk restauriert.

## Architektur
Das Mittelschiff und der Chor in gleicher Breite sind mit einem gemeinsamen Dach gedeckt. Der im unteren Teil romanische Turm ist mit einem Pyramidenhelm des 19. Jahrhunderts abgeschlossen. Das äußere Portal aus Granit ist mit einem Schrägkämpfer versehen, das innere Portal ist einfach gestuft. Die Rundbogenfenster des Langhauses wurden 1855 wiederhergestellt. Die zweiteiligen Fenster des gotischen Chors sind mit Vierpassmaßwerk versehen. Das südliche Portal stammt aus der Zeit um 1500 und hat ein gekehltes Granitgewände mit durchgesteckten Stäben.
Im Innern ist das fünfachsige Langhaus durch die Arkadenbögen geprägt, die wegen des erhöhten Fußbodens gedrückt proportioniert erscheinen. Die Pfeiler mit quadratischem Grundriss haben auf der Nordseite Profile aus Kehle, Wulst und Platte, auf der Südseite abgeschrägte Kämpfer. Das Mittelschiff ist seit 1855 mit einer hölzernen Flachdecke abgeschlossen, während die Seitenschiffe noch die Kreuzgratgewölbe aus der Barockzeit haben. Der steinsichtige Chorbogen in voller Höhe des Mittelschiffs ist mit profilierten Kämpfern versehen.
Der gotische Chor hat die gleiche Höhe wie das romanische Schiff und ist fast genauso lang wie dieses. Die Mauern des ersten, annähernd quadratischen Joch stammen noch aus romanischer Zeit, das zweite Joch ist querrechteckig. Die Sterngewölbe stützen sich auf Konsolen ab, die über den Schildbogenpfeilern sitzen. Die einfach gekehlten Rippen enden an tellerartigen Schlusssteinen mit Tartschen. In der zweijochigen nördlichen Seitenkapelle zeigt das Gewölbe einen doppelten Rautenstern. Die Durchgänge zur Kapelle sind im 19. Jahrhundert entstanden. Die gotischen Formen des Chores und der Kapelle sind aus der spätgotischen Bauschule der Landshuter und Rottaler Region herzuleiten.
Die rustikalen, stark restaurierten Wand- und Gewölbemalereien im Chor stammen aus dem frühen 17. Jahrhundert und zeigen Ornamentgrotesken und Passionsszenen.
Das Sakramentshaus aus Kalkstein ist auf das Jahr 1515 datiert und wurde im 19. Jahrhundert ergänzt und mit Figuren ausgestattet. Es wird durch einen hohen Fialenaufsatz über einem Gesprenge aus Astwerk bekrönt.

## Ausstattung
Der Hochaltar ist nach 1500 entstanden und wurde nach der Überlieferung aus Tirol angekauft. Die Gemälde in der Predella zeigen jedoch mit einer Beweinung Christi in einer stimmungsvollen Wald- und Gebirgslandschaft eher Beziehungen zur Donauschule. Das Vorbild für diese Figurenkomposition ist in Albrecht Dürers Glimm'scher Beweinung in der Alten Pinakothek zu finden. Im Schrein finden sich Vollfiguren und in den Flügeln Relieffiguren unter reichem Gesprenge, welche die Muttergottes, Maria Magdalena und Jakobus Major sowie die Heiligen Nikolaus und Katharina darstellen.
Der neugotische Seitenaltar in der Kapelle ist mit wieder verwendeten Flügelbildern aus der Zeit um 1520/1530 ausgestattet, welche den heiligen Nikolaus zeigen, wie er Verurteilte vor der Hinrichtung rettet und goldene Äpfel an drei arme Jungfrauen verschenkt. Diese letztere Szene ist in einer Renaissance-Architektur dargestellt, mit Jungfrauen in modischer Zeittracht. Auf den Rückseiten der Flügel sind der Heilige Sebastian und eine stehende Anna selbdritt abgebildet.
Mehrerer Schnitzfiguren aus der Zeit um 1500 ergänzen die Ausstattung, darunter ein sitzender Jakobus Major aus der Zeit um 1520 und ein Chorbogenkruzifix des frühen 16. Jahrhunderts.
Ein Glasgemälde im Chor stellt den Evangelisten Johannes dar. Das Original dieser Glasmalerei aus dem dritten Viertel des 13. Jahrhunderts wurde in das Diözesanmuseum Regensburg verbracht. Siehe auch: Evangelist Johannes (St. Jakob in Plattling)
Mehrere Grabdenkmäler vom frühen 15. bis zur Mitte des 16. Jahrhunderts sind in den Seitenschiffen erhalten.
Die drei Glocken der Kirche stammen aus den Jahren 1404, 1674 und 1948.